# Annals de Connacht
Els Annals de Connacht, és una crònica medieval d'Irlanda. Les entrades cobreixen des de 1224 fins a 1544, i procedeixen d'un manuscrit compilat entre els segles XV i XVI i per almenys tres cronistes, tots ells possiblement del Clan Ó Duibhgeannáin.
La primera part s'inicia amb la mort del rei Cathal Crobdearg Ua Conchobair de Connacht; excepcionalment ric en detalls i molta informació sobre la vida quotidiana de Connacht durant el segle xiii fins a mitjan segle xiv, en particular enfocada a la família Ó Conchobhair i Burke. Les cites, malgrat tot, perden contingut especialment en el segle xvi. De tota manera, continua sent un document valuós sobre temes que d'una altra forma haguessin romàs desconeguts en la història de Connacht i Irlanda en general.
Comparant-lo amb els Annals de Clonmacnoise, es revela una font primària comuna per a ambdues obres, o potser una sigui una còpia parcial de l'altra.